# Брик Тауншип (Нью-Джерсі)
Брик Тауншип (англ. Brick Township) — селище (англ. township) в США, в окрузі Оушен штату Нью-Джерсі. Населення — 73 620 осіб (2020).

### Клімат
| Клімат : Брик Тауншип   | Клімат : Брик Тауншип | Клімат : Брик Тауншип | Клімат : Брик Тауншип | Клімат : Брик Тауншип | Клімат : Брик Тауншип | Клімат : Брик Тауншип | Клімат : Брик Тауншип | Клімат : Брик Тауншип | Клімат : Брик Тауншип | Клімат : Брик Тауншип | Клімат : Брик Тауншип | Клімат : Брик Тауншип | Клімат : Брик Тауншип |
| Показник                | Січ.                  | Лют.                  | Бер.                  | Квіт.                 | Трав.                 | Черв.                 | Лип.                  | Серп.                 | Вер.                  | Жовт.                 | Лист.                 | Груд.                 | Рік                   |
| Середній максимум, °C   | 4,6                   | 5,9                   | 9,8                   | 15,1                  | 20,5                  | 25,6                  | 28,5                  | 27,9                  | 24,4                  | 18,6                  | 12,9                  | 7,3                   | 16,8                  |
| Середня температура, °C | 0,3                   | 1,5                   | 5,1                   | 10,2                  | 15,6                  | 20,9                  | 23,9                  | 23,3                  | 19,7                  | 13,4                  | 8,3                   | 3,0                   | 12,2                  |
| Середній мінімум, °C    | −3,8                  | −2,9                  | 0,4                   | 5,3                   | 10,7                  | 16,1                  | 19,3                  | 18,8                  | 14,8                  | 8,3                   | 3,8                   | −1,3                  | 7,5                   |
| Норма опадів, мм        | 93                    | 78                    | 107                   | 100                   | 90                    | 93                    | 117                   | 114                   | 89                    | 95                    | 99                    | 101                   | 1176                  |
| Вологість повітря, %    | 65.2                  | 62.8                  | 60.6                  | 62.3                  | 66.0                  | 70.3                  | 69.6                  | 71.2                  | 71.3                  | 69.9                  | 68.3                  | 66.3                  | 67.0                  |
| ----------------------- | --------------------- | --------------------- | --------------------- | --------------------- | --------------------- | --------------------- | --------------------- | --------------------- | --------------------- | --------------------- | --------------------- | --------------------- | --------------------- |
| Джерело: PRISM          |                       |                       |                       |                       |                       |                       |                       |                       |                       |                       |                       |                       |                       |

## Демографія
Згідно з переписом 2010 року, у селищі мешкали 75 072 особи в 29 842 домогосподарствах у складі 20 167 родин. Було 33677 помешкань
Расовий склад населення:
| - 93,1 % — білих - 2,0 % — чорних або афроамериканців - 1,6 % — азіатів - 0,1 % — корінних американців - 1,8 % — осіб інших рас |

До двох чи більше рас належало 1,4 %. Частка іспаномовних становила 7,1 % від усіх жителів.
За віковим діапазоном населення розподілялося таким чином: 20,7 % — особи молодші 18 років, 61,4 % — особи у віці 18—64 років, 17,9 % — особи у віці 65 років та старші. Медіана віку мешканця становила 43,6 року. На 100 осіб жіночої статі у селищі припадало 91,0 чоловіків;  на 100 жінок у віці від 18 років та старших — 87,6 чоловіків також старших 18 років.
Середній дохід на одне домашнє господарство  становив 87 980 доларів США (медіана — 70 647), а середній дохід на одну сім'ю — 103 325 доларів (медіана — 87 212). Медіана доходів становила 65 027 доларів для чоловіків та 47 079 доларів для жінок. За межею бідності перебувало 6,5 % осіб, у тому числі 8,2 % дітей у віці до 18 років та 6,4 % осіб у віці 65 років та старших.
Цивільне працевлаштоване населення становило 36 663 особи. Основні галузі зайнятості: освіта, охорона здоров'я та соціальна допомога — 23,9 %, роздрібна торгівля — 15,2 %, науковці, спеціалісти, менеджери — 10,3 %, мистецтво, розваги та відпочинок — 7,9 %.